# 周耀東
周耀東（1969年—），台灣高雄藝術家，1969年出生於高雄市。東海大學美術系畢業。從1996年開始，以本土超現實油彩繪畫、裝置藝術、氣球等多元媒材，創作他對於人性、土地、自然、以及環境正義等主張，進行深入地觀察與刻畫，並於台灣各地巡迴展出。

## 個展
1. 2017.06.09~07.18【人‧性秘境】--個展於唐豐藝術中心@藝聚空間（台北）
2. 2014.07.27~09.07【守護神】--個展於新思惟人文空間
3. 2013.11.05~11.24【諸王的盛會】--個展於豆皮文藝咖啡館
4. 2012.04.03~04.22【神‧獸‧記】--個展於豆皮文藝咖啡館
5. 2011.12.16~2012.01.31「心象新象」創作展於國立暨南國際大學
6. 2011.11.01~2011.12.15「心象新象」創作展於埔里鴨子咖啡
7. 2010.1月「超脫」個展於高雄新濱碼頭
8. 2008.8月「豆皮推薦展」--個展於豆皮文藝咖啡館
9. 2005.12月~2006.1月 「逆向飛行」展於南投埔里水沙蓮藝文空間
10. 2002.   [進化-蛻變]個展於高雄豆皮文藝咖啡館

## 雙個展
1. 2011.07「四季」雙個展於高雄新濱碼頭
2. 2011.04.09~2011.05.08「花鳥人間」雙個展於新思惟人文空間[2]

## 聯展
1. 2017.01.21-2017.02.28「雄有力」聯展--於未藝術
2. 2012.07.13-2012.09.09 「中年危機」聯展--於高雄市立文化中心
3. 2011.09參加「藝術家博覽會」於高雄駁二藝術特區
4. 2002.   參加「生活魔幻-24小時  物件  聯想」聯展於高雄縣婦幼館廣場

## 得獎經歷
1. 2000    高雄縣美術聯展油畫類入選
2. 1997.   高雄縣美術聯展優選
3. 1996.   高雄縣美術家聯展第三名[1]